# Sabine Heinefetter
Sabine Heinefetter, född 19 augusti 1809 i Mainz, död 18 november 1872 i Achern, var en tysk operasångerska.

## Biografi
Sabine Heinefetter föddes 1809 i Mainz. Hon var anställd som prima donna vid Hovteatern i Cassel. Därefter studerade hon för Tadolini i Paris och uppträdde tillsammans med Franziska Sontag och Maria Malibran på Italienska operan. 1832 sjöng hon i Milano med stor framgång. 1833 var hon involverad i Königsstädtisches Theater i Berlin och fick beröm för sitt utförande av Romeos och Anna Bolenas partier, med flera.